# María Elena Llana
María Elena Llana  (Cienfuegos, 17 de enero de 1936) es una narradora, periodista, guionista de radio y TV, profesora de periodismo y de técnicas radiofónicas. Considerada una de las más importantes cuentistas cubanas contemporáneas. Su segundo libro Casas del Vedado recibió el Premio Nacional de la Crítica en 1984. Su obra ha sido recogida  en antologías dentro y fuera de Cuba, y traducida a varios idiomas. Premio Nacional de Literatura de Cuba en 2023.

## Datos biográficos
Antes de cumplir los cuatro años su familia se trasladó a La Habana. Tras cursar la primera enseñanza realizó estudios inconclusos de artes plásticas en la Escuela San Alejandro. En 1958 se graduó como periodista en la Escuela Profesional de Periodismo Manuel Márquez Sterling. 

## Periodismo
Desde 1959  hasta  1992 laboró en periódicos,  revistas, radio, televisión, y en la Agencia Informativa  Prensa Latina. 
Durante esos años fue redactora de mesa, titulista, reportera, cronista, crítica de teatro, radio, televisión, plástica y literatura, así como  especialista en temas de política internacional. 
En 1959  comenzó a trabajar en el periódico Revolución; pero  rápidamente pasó a integrar el diario La Tarde  hasta comenzar en Prensa Latina  en la segunda mitad de la década de los 60. También colaboró en las páginas de los periódicos La Calle y Palante, e hizo reportajes para las revistas Pueblo y Cultura, y Cuba.  
Perteneció al Departamento Latinoamericano de la Agencia de Noticias Prensa Latina. Fue profesora de periodismo en Angola  en 1987, y corresponsal de la Agencia Prensa Latina  en Pekín  entre 1989  y 1992.  

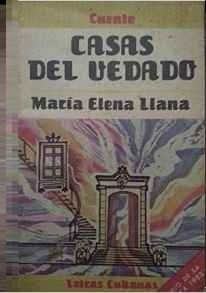
Premio de la Crítica en 1984.

Sobre su elección del periodismo ha señalado: “Tenía otras opciones como el magisterio o la medicina, que también son profesiones en las que se ayuda a las personas; pero indudablemente el periodismo tenía una función social. Yo soy una apasionada de la historia y creo que en la prensa se produce la historia inmediata, lo que hoy hacemos en los periódicos es lo que se va a recoger mañana cuando se analice toda nuestra etapa. Aquello me fascinaba, si bien yo tenía otra serie de inquietudes amplias, me gustaba la pintura, la historia del arte; pero bueno, al final me decidí por el periodismo y la Márquez Sterling era la escuela más conocida".
Fue redactora jefa de la revista Prisma Internacional (1978-79). Subdirectora de Cuba internacional (1979-82). Redactora jefa del servicio de redacción cultural de Prensa Latina (1983-85). Redactora jefa de la sección de artículos sobre Asia en Prensa Latina (1988-89). Corresponsal jefa de Prensa Latina en la República Popular China (1989-1992). Enviada especial a encuentros culturales en países de América, Europa, Asia y África en las décadas de los años 1970 y 1980.
Fue también ganadora de varios premios nacionales de la Unión de Periodistas de Cuba (UPEC). 1980: Reportaje (Viaje espacial soviético-cubano, en Cuba Internacional). 1983: Entrevista, (“Lam otra vez”, Cuba Internacional), trabajo que se incluyó posteriormente en Wifredo Lam, la cosecha de un brujo, recopilación de textos sobre el pintor, realizada por el Instituto  Wifredo Lam y publicada por la Editorial Letras Cubanas). 1984: Crónica, (“Un recuerdo para el poeta”, referida a García Lorca, Prensa Latina). Colabora también en publicaciones culturales, impresas y digitales,  de Cuba y México.

## Radio y televisión
Trabajó como periodista en el Noticiero de CMQ-TV y en Radio Reloj. Posteriormente pasó, como escritora, a la Dirección de Programas Dramatizados, donde ha trabajado hasta la actualidad, bajo contrato. 
Aunque ha escrito para la televisión cuento,  teatro y espacios infantiles,  así como programas especiales dramatizados de tema político, su máximo desempeño ha sido en la radio nacional. En este medio, ha centrado su labor fundamentalmente en la adaptación de obras maestras de la narrativa universal, tanto cuentos como novelas.   

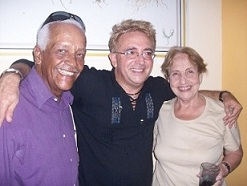
En compañía de dos escritores amigos. A su lado, Enrique Pérez Díaz.

Su más reciente  título trasmitido por la emisora nacional  “Radio Progreso” es  “Sueño de las Mansiones Rojas”, un clásico de la literatura china, primera obra de este tipo que se divulga por un medio masivo en Cuba. 
Ha dictado conferencias sobre el valor de la radio como vehículo difusor de cultura en encuentros del sector, tanto en Cuba como en México, y tiene en preparación un libro sobre la Técnica del Guion Radiofónico, basado en su experiencia y en su labor docente. 
Entre los reconocimientos  recibidos en este sector, figuran:  1977: Dos primeros premios en el I Festival Nacional de la Radio, por el teatro original “La rueda rueda” y el cultural “Domingo Una y Treinta”, (guion, asesoría y dirección), trasmitidos por Radio Progreso, (RP).    1978: Mención por “Domingo Una y Treinta”.  (RP).   1997: Premio Caracol de la UNEAC por el radiodrama “El canto inconcluso”, sobre la vida y la obra de Ernesto Che Guevara, (RP).   2000: Primer Premio por guion radiofónico del “Concurso de la Fundación Internacional Padre Jerónimo Usera”, institución católica radicada en Madrid y vinculada en Cuba a la oficina del Historiador de la Ciudad.    2006: Mención por el trabajo especial “El pueblo y la historia”, para celebrar el aniversario de la Revolución, (RP).   2008: Mención  por la novela “Sueño de las Mansiones Rojas”, adaptación de una obra clásica china, (RP).

## Docencia
Asesora de Periodismo y Español en Hanói,  República Popular de Vietnam, (1982-83). Profesora de Periodismo en Luanda, República Popular de Angola, (1987-88). Profesora de Periodismo y de Literatura en la “Universidad de Las Américas”, y en la “Universidad del Mayab”, en Mérida, Yucatán, México, (1994 – 96). Orientadora de un taller literario organizado por la empresa editorial “Unas Letras”, en el marco del festival “Otoño Cultural”, Mérida, Yucatán, 2008. Profesora de técnicas radiofónicas.  Departamento de Capacitación del Instituto Cubano de Radio y Televisión (ICRT), desde 1996.

## Literatura
Su primer relato fue un pequeño texto humorístico que publicó en El Pitirre, un suplemento que se publicaba paralelo a Lunes de Revolución. 

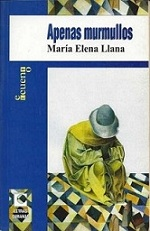
Apenas murmullos, su quinto libro de cuentos. 2004.

A lo largo de los años cincuenta y sesenta escribió los cuentos que integrarían La reja, su primer cuaderno de relatos, y que aparece en 1965, publicado por Ediciones Revolución. Incluye “Nosotras”, uno de sus textos más antologados y que se estudia en las universidades estadounidenses de Santa Bárbara y San Diego.
En ese primer libro se recoge también “Nochemala”, texto que la ensayista Zaida Capote destaca dentro de la producción cuentística de los sesenta: El relato, en verdad conmovedor y con una audacia narrativa admirable, ofrece una visión desacostumbrada de la lucha previa a 1959.
Acerca de este, su primer cuaderno, ha opinado el ensayista y crítico Alberto Garrandés:
“La reja“ no representó tan solo una reverencia a la literatura que explora los límites de la real, sino que también suministró a los lectores (…) la cartografía de una estética muy deliberada y con la que Llana ha sostenido un compromiso  creativo cuya estructura se mantiene intacta hasta hoy, independientemente de sus mutaciones.
En 1978  tuvo una inesperada incursión en la poesía, con un cuaderno que obtuvo mención en el Concurso Julián del Casal de la UNEAC, y que todavía permanece inédito.
Debieron pasar casi veinte años para la publicación de su segundo libro de cuentos, Casas del Vedado, que ve la luz en 1983. Este libro obtiene uno de los Premios de la Crítica Literaria  y es reconocido por los estudiosos de la literatura cubana como uno de los textos emblemáticos de ese período y que, como no lo habían hecho antes otros autores, refleja desde su costado fantástico el universo de los remanentes de la pequeña burguesía que habían permanecido en Cuba. 
No obstante el éxito de Casas del Vedado, debieron transcurrir otros muchos años para la salida de su tercer cuaderno. En 1998 da a conocer Castillo de naipes. Un libro este donde predomina lo fantástico y lo no realista en general, así como la poetización de la necesidad del ser humano de vencer sus propios límites e ir más allá de sus constreñimientos lógico-convencionales. Los relatos aquí reunidos exploran los más disímiles vericuetos de la psiquis humana, las posibilidades estéticas de los procesos del subconsciente.

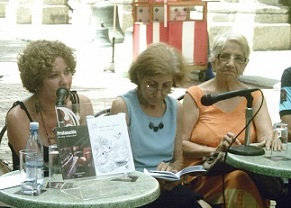
Sábado del Libro. Junto a las escritoras Ileana Álvarez. y Basilia Papastamatíu.

Al respecto señaló el crítico Pedro Pérez Rivero:Observo en estos textos no pocas señales de Llana en sus dos libros anteriores: la coexistencia, natural y asumida, entre vivos y muertos; el humor que apuntala hacia el extremo de la sonrisa, no al de la carcajada….
En 2011 publica su primer libro para niños: Sueños, sustos y sorpresas, al que sigue en 2014 la novela Desde Marte hasta el parque.  Acerca de su escritura para niños  y jóvenes, y el personaje de la Tía Cuca, protagonista en ambos libros, confesaría en una entrevista: 
La idea de abordar el género surgió en un balance de vida, una limpieza del archivo personal. Me dispuse a botar todo lo que había guardado “para escribir algún día”, pues me dije que ya no tengo tiempo para tanto. Pero cuando abrí el fail de “infantiles”, me pareció que este cuento estaba bien y este otro también. Acabé liberándolos del auto de fe. Los guardé, repensé cada anécdota y surgió Cuca.
Ha participado en eventos literarios en los Estados Unidos, España, Italia, México, Panamá, Chile y Rusia. En 2023 es galardonada con el Premio Nacional de Literatura de Cuba.

## Valoraciones sobre su obra
Sobre Casas del Vedado ha señalado el investigador Antonio Cardentey: Los relatos ahí reunidos gozan de una rigurosa factura narrativa, una madurez expresiva y estilística que colocan a la autora entre las mejores cultivadoras del  relato breve de las últimas  décadas en Cuba.
Para la ensayista Olga García Yero, Casas del Vedado es “…un texto enfilado, con éxito notable, en la conquista de lo fantástico discursivo para la expresión literaria femenina…”

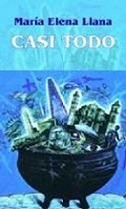
Antología publicada en 2007. Con textos de sus cinco primeros libros.

Acerca de su tercer libro de cuentos apunta  Pedro Pérez Rivero: “Quince años después, con Castillo de naipes, persisten propósitos e ingredientes percibidos en los dos libros anteriores, conjugados bajo un tema unificador: la persistente necesidad humana de alzarse más allá de la realidad inmediata.”

## Otros reconocimientos recibidos
- Distinción  Raúl Gómez García del Sindicato  Nacional de  Trabajadores de la Cultura (SNTC).
- Distinción  Félix Elmuza de la Unión de Periodistas de Cuba (UPEC).
- Medalla  de Trabajador Internacionalista otorgada por el Consejo de Estado.
- Distinción por la Cultura Nacional, del Ministerio de Cultura de Cuba.
- Premio Nacional de Literatura de Cuba en 2023.

## Libros publicados

### Cuento
- La reja, Ediciones Revolución, Cuba, 1965
- Casas del Vedado, Editorial Letras Cubanas, 1983
- Castillos de naipes, Ediciones UNIÓN, Cuba,  1998
- Ronda en el Malecón, Ediciones UNIÓN,  Cuba, 2004
- Apenas murmullos, Editorial Letras Cubanas, 2004
- Casi todo, Antología, Ediciones UNIÓN, Cuba, 2007
- En el Limbo, Editorial Letras Cubanas, 2009
- Tras la quinta puerta, Ediciones UNIÓN, Cuba, 2014
- El cristal con que se mira, Ediciones La Luz, Cuba, 2016
- Cuentos de viejos, Ediciones Aldabón, Cuba, 2024

### Literatura infantil
- Sueños, sustos y sorpresas, Editorial Gente Nueva, 2011.
- Desde Marte hasta el parque, Editorial Gente Nueva, 2014.

## Publicado en antologías
En Cuba:
- 1967:  “The two of  us (Nosotras)”.  Cuban short stories  1959 – 66    (también en francés  y  español),  Editorial José Martí.
- 1968: “Nosotras“. Cuentos cubanos de lo fantástico y extraordinario, Ediciones Unión.
- 1987: “El gobelino“.  Contar quince años. Editorial Gente Nueva.
- 1994:  “The Baccarat Punch Bowl (De Baccarat)“.  Twenty Century Cuban Short  Stories,  Editorial  José Martí.
- 1996: “Nosotras“.  Estatuas de sal, Ediciones Unión.
- 1999: “El gobelino“. Aire de luz, cuentos cubanos del siglo XX, Editorial Letras Cubanas.
- “Un abanico chino“.  Palabras de espuma, Editorial Oriente.
- 2003:  “En familia”. Relatos fantásticos hispanoamericanos, Editorial Casa de las Américas.
- “Ronda en el malecón”.  Las musas inquietantes, Ediciones Unión.
- 2004: “Redford Jr”. Mi sagrada familia, Editorial Oriente.
- 2005:  “Añejo cinco siglos”. Conversación con el búfalo blanco, Editorial Letras Cubanas.
- 2008:  “Cuestión de tiempos”.  La ínsula fabulante, el cuento cubano en la Revolución, Editorial Letras Cubanas.
- “La Reja”.  Espacios en la Isla, 50 años del cuento femenino en Cuba, Ediciones Unión.
- 2009:  “Raíces de humo”.  Entre los poros y las estrellas, Editorial Abril.

En otros países:

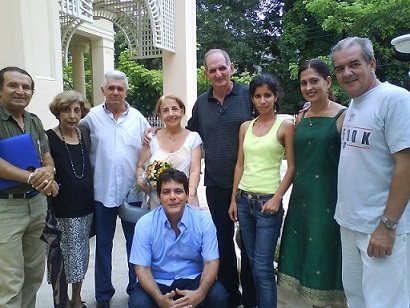
Con los escritores Agustín López, Basilia Papastamatíu, Félix Sánchez, Lázaro Zamora, Edel Morales y
Roberto Manzano.

- 1973: "Nosotras". Miedo en castellano, Ed. Samo, México.
- 1975: “Nos (Nosotras)”. Contos cubanos do maravilhoso e do fantástico, Ed.  Edicoes 70. Portugal.
- 1989: “El gobelino”. Cuentos cubanos contemporáneos,  Ed.  Universidad Veracruzana, México.
- 1993:  “El gobelino”. El submarino amarillo. Ed. Difusión Cultural de la UNAM, México.
- 1998: “En familia”. Cuentos cubanos. Ed.  Popular, España.
- “Japanese daisies (Margaritas japonesas)”.  Cubana, contemporany   fiction by cuban women. Ed.  Beacon Press, USA.
- 2000: “Mariposas de noviembre”.  Habaneras, diez narradoras cubanas. Ed. Txlaparta, País Vasco,  España.
- “Mariposas de noviembre”.   Cuentistas cubanas contemporáneas.  Ed.  Biblioteca de textos universitarios. Salta, Argentina.
- 2001: “Los cuartos”.  Cuentistas cubanas de hoy. Ed. Instituto movilizador de  fondos cooperativos,  Argentina.
- 2002:   El gobelino.  Caminos de Eva. Ed. Plaza Mayor. Puerto Rico.
- 2003: “Alondra pasa”. Escritoras cubanas: La memoria hechizada, Ed. Icaria, Barcelona, España.
- 2004: “Eleggua spray”. Making a Scene cuban women stories, Ed. Mango  Publising, Inglaterra.
- 2005: “Ritorno (Volver)”. Con L´avana nel cuore, Ed.  Marco Tropea Editore, Italia.
- 2006: “Una alumna obediente”. Cuentos impunes, Ed. Popular, España.
- 2007:  “The rooms (Los cuartos)” y “A five hundred years old rum  (Añejo cinco siglos)”.  Cuba on the edge, Ed. Critical Culture and Communication Press, Inglaterra.
- “Añejo cinco siglos”. De La Habana ha llegado... , Ed. Popular, España.
- “En la orilla”. Cuentos con aroma de tabaco,  Ed. Popular, España.